# Macadam

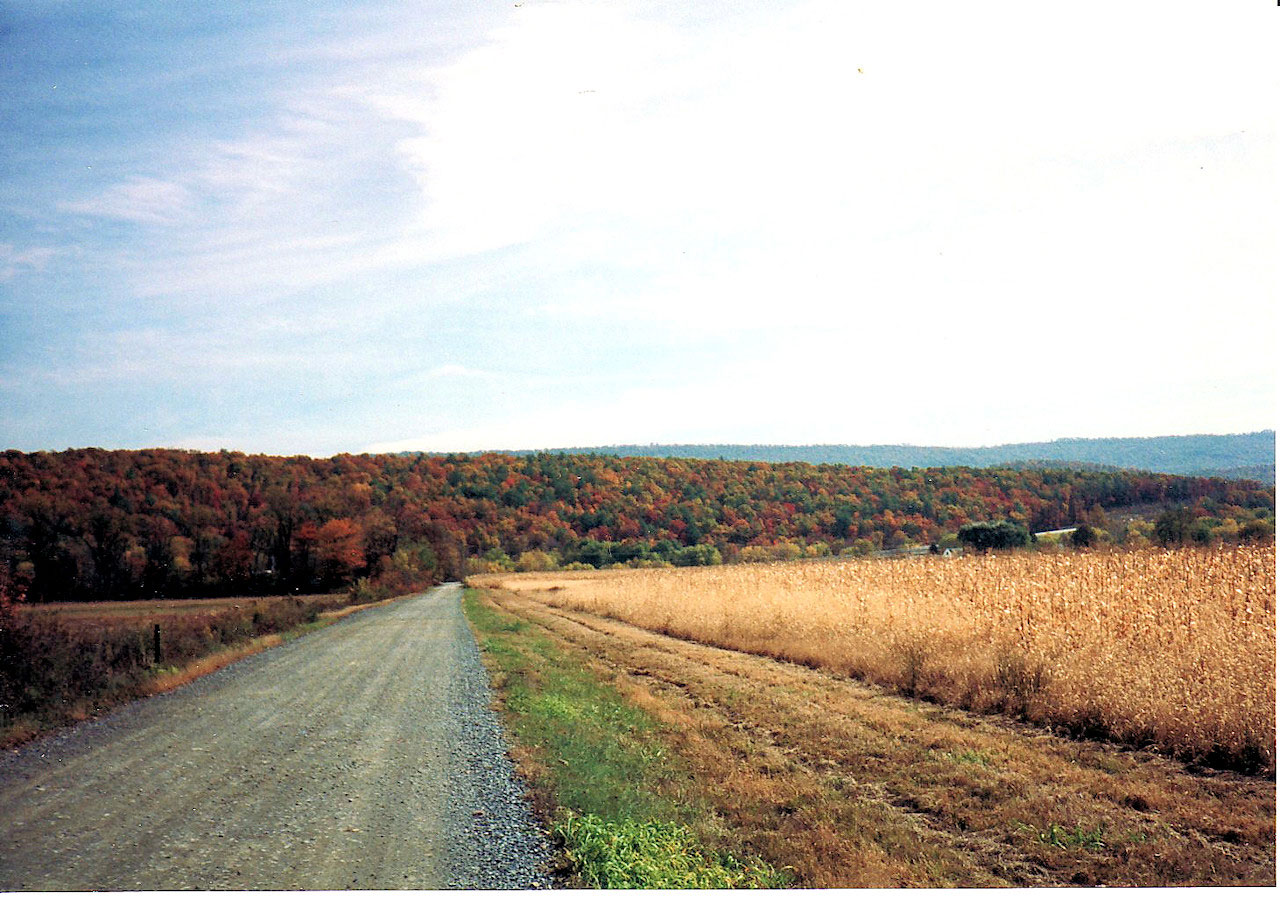
Drum de țară construit după metoda lui John Loudon McAdam, inventatorul tehnologiei care îi poartă numele.

Macadam este numele unei tehnologii de construcție a drumurilor, și, prin extensia sensului, numele însuși al drumului astfel construit; tehnologia a fost introdusă de un inginer scoțian, John Loudon McAdam (1756-1836), în deceniul trei al secolului al XIX-lea.

## Descriere
Metoda macadam era mai economică, atât în termeni de efort uman cât și în termeni de cantități de material utilizat, pentru o rezistență a carosabilului similară cu vechile metode franceze (metoda Trésaguet). O variantă de macadam care a rămas până azi măcar cu numele, în vocabularul curent, dacă nu și ca tehnologie încă utilizată,  este „tarmacul” - de la tar (gudron, în engleză) + macadam - în care peste drumul de macadam clasic era adăugat un subțire strat de gudron (catran) sau asfalt, sau un amestec de gudron/asfalt și deșeu metalurgic (zgură). Astăzi tehnica macadamului nu mai este folosită nici măcar în varianta „tarmac” (care avea avantajul de a preveni ridicarea prafului și deteriorarea în timp a suprafeței de rulare ca urmare a trecerii mai rapidelor vehicule motorizate), drumurile fiind acum asfaltate (tehnologie prin care liantul și umplutura sunt amestecate ele însele cu bitumul - lichidul de impermeabilizare - și nu doar acoperite de acesta, ca în tehnologia „tarmac”) sau din beton carosabil.
Metoda macadam este o tehnologie de împietruire rutieră, care constă în două sau mai multe straturi de piatră spartă cu dimensiuni din ce în ce mai mici, straturi comprimate cu un cilindru compactor. În prezent, macadamul este folosit fie ca îmbrăcăminte rutieră definitivă, fie ca fundație pentru altă îmbrăcăminte rutieră.
Ulterior, metoda a fost dezvoltată și folosită intensiv. Cel mai frecvent, macadamul este executat din două straturi de piatră spartă: stratul inferior (de rezistență), din piatră de 40 - 60 mm și stratul superior (de fixare), din piatră de 15 - 25 mm. Stratul inferior se compactează uscat, cu cilindrul compresor, iar stratul superior, după o primă cilindrare uscată, se compactează umed. În final, peste stratul superior se mai poate așterne un strat de protecție, cu o grosime de circa 20 mm, de savură sau de nisip; praful de piatră rezultat în timpul compactării, împreună cu savura sau nisipul, formează prin udare un liant al macadamului.